# Bernardo Salviati
Bernardo Salviati  (Florencia, 17 de febrero de 1508 - Roma, 6 de mayo de 1568) fue un Condotiero y Cardenal italiano.

## Biografía
Hijo de Jacobo Salviati y Lucrecia de Médici, fue puesto por sus padres por el camino militar, mientras su hermano Juan iniciaba su carrera eclesiástica. De esta manera participó en numerosas expediciones en contra de los turcos y gracias a su valor alcanzó el grado de General de Galera de la Orden de Malta.
Se estableció en Francia y tomó los hábitos eclesiásticos. Fue creado cardenal por el Papa Pío IV en 1561.
La familia Salviati estaba relacionada con importantes personalidades de la Iglesia: su hermano llegó a cardenal y por parte de su madre era sobrino del Papa León X. Su sobrino Anton María también fue cardenal y su otro sobrino Alejandro llegó a convertirse en el Papa León XI.